# Lomtjärnen (Fredrika socken, Lappland)
Lomtjärnen är en sjö i Åsele kommun i Lappland och ingår i Lögdeälvens huvudavrinningsområde. Sjön har en area på 0,0959 kvadratkilometer och ligger 387 meter över havet.

## Delavrinningsområde
Lomtjärnen ingår i det delavrinningsområde (713065-161918) som SMHI kallar för Mynnar i Lögdeälven. Medelhöjden är 379 meter över havet och ytan är 40,29 kvadratkilometer. Räknas de 6 avrinningsområdena uppströms in blir den ackumulerade arean 113,68 kvadratkilometer. Alskabäcken som avvattnar avrinningsområdet har biflödesordning 2, vilket innebär att vattnet flödar genom totalt 2 vattendrag innan det når havet efter 128 kilometer. Avrinningsområdet består mestadels av skog (73 procent) och sankmarker (22 procent). Avrinningsområdet har 0,15 kvadratkilometer vattenytor vilket ger det en sjöprocent på 0,4 procent.